# Сковородінський район
Сковоро́дінський райо́н — адміністративна одиниця Росії, Амурська область. До складу району входять 3 міських та 6 сільських поселень, разом — 9 поселень.
| Росія | Це незавершена стаття з географії Росії. Ви можете допомогти проєкту, виправивши або дописавши її. |